# Natalija Stevanović
Natalija Stevanović (* 25. Juli 1994 in Niš als Natalija Kostić) ist eine serbische Tennisspielerin.

## Karriere
Stevanović begann im Alter von fünf Jahren mit dem Tennisspielen, sie bevorzugt dabei laut ITF-Profil Sand- und Rasenplätze. Sie spielt vor allem Turniere auf der ITF Women’s World Tennis Tour, wo sie bislang bereits 13 Titel im Einzel und 14 im Doppel gewinnen konnte.

## Turniersiege

### Einzel
| Nr. | Datum             | Turnier       | Kategorie   | Belag     | Finalgegnerin      | Ergebnis         |
| --- | ----------------- | ------------- | ----------- | --------- | ------------------ | ---------------- |
| 1.  | 3. Juli 2011      | Prokuplje     | ITF $10.000 | Sand      | Nikola Vajdová     | 6:2, 6:3         |
| 2.  | 9. Oktober 2011   | Pirot         | ITF $10.000 | Sand      | Jovana Jakšić      | 6:3, 6:3         |
| 3.  | 23. Oktober 2011  | Dubrovnik     | ITF $10.000 | Sand      | Estelle Guisard    | 7:62, Aufgabe    |
| 4.  | 13. November 2011 | Antalya       | ITF $10.000 | Sand      | Laura-Ioana Andrei | 6:4, 2:6, 6:2    |
| 5.  | 24. Juni 2012     | Niš           | ITF $10.000 | Sand      | Indire Akiki       | 3:6, 6:2, 6:3    |
| 6.  | 8. September 2012 | Belgrad       | ITF $10.000 | Sand      | Dalia Zafirova     | 6:4, 6:3         |
| 7.  | 10. August 2014   | Zaječar       | ITF $10.000 | Sand      | Elizaveta Ianchuk  | 6:2, 6:1         |
| 8.  | 16. November 2014 | Iraklio       | ITF $10.000 | Hartplatz | Tena Lukas         | 6:0, 6:3         |
| 9.  | 29. Mai 2016      | Hammamet      | ITF $10.000 | Sand      | Jade Suvrijn       | 6:2, 4:6, 7:5    |
| 10. | 5. Juni 2016      | Hammamet      | ITF $10.000 | Sand      | Jade Suvrijn       | 6:1, 6:0         |
| 11. | 21. Mai 2017      | Hammamet      | ITF $15.000 | Sand      | Nika Kuchartschuk  | 6:2, 6:1         |
| 12. | 17. November 2018 | Muzaffarnagar | ITF $25.000 | Rasen     | Tereza Mihalíková  | 6:2, 3:1 Aufgabe |
| 13. | 26. Mai 2019      | Goyang        | ITF W25     | Hartplatz | Maia Lumsden       | 6:3, 6:2         |
| 14. | 4. September 2022 | Leiria        | ITF W25     | Hartplatz | Kateryna Wolodko   | 2:6, 6:4, 6:4    |

### Doppel
| Nr. | Datum             | Turnier       | Kategorie   | Belag     | Partnerin           | Finalgegnerinnen                              | Ergebnis         |
| --- | ----------------- | ------------- | ----------- | --------- | ------------------- | --------------------------------------------- | ---------------- |
| 1.  | 1. Oktober 2011   | Umag          | ITF $10.000 | Sand      | Lucia Butkovská     | Martina Borecká Petra Krejsová                | 7:5, 3:6, [10:6] |
| 2.  | 31. August 2012   | Belgrad       | ITF $10.000 | Sand      | Lucia Butkovská     | Karin Morgošová Michaela Pochabová            | 6:0, 6:3         |
| 3.  | 23. November 2012 | Antalya       | ITF $10.000 | Sand      | Elena-Teodora Cadar | Georgia Brescia Theresa Kleinsteuber          | 6:2, 6:4         |
| 4.  | 30. November 2013 | Antalya       | ITF $10.000 | Sand      | Karin Morgošová     | Anita Husarić Kimberley Zimmermann            | 7:62, 6:4        |
| 5.  | 8. August 2014    | Zaječar       | ITF $10.000 | Sand      | Elizaveta Ianchuk   | Alexandra Nancarrow Barbora Štefková          | 6:3, 7:5         |
| 6.  | 7. September 2014 | Belgrad       | ITF $10.000 | Sand      | Isabella Schinikowa | Nina Alibalić Nina Stojanović                 | 6:1, 6:2         |
| 7.  | 21. Mai 2016      | Hammamet      | ITF $10.000 | Sand      | Hanna Posnichirenko | Emmanuelle Girard Francesca Jones             | 6:4, 6:4         |
| 8.  | 20. Mai 2017      | Hammamet      | ITF $15.000 | Sand      | Jelena Simic        | Lisa Ponomar Dalila Spiteri                   | 6:4, 6:4         |
| 9.  | 2. Februar 2018   | Hammamet      | ITF $15.000 | Sand      | Jelena Simic        | Andrea Gámiz Guadalupe Pérez Rojas            | kampflos         |
| 10. | 27. Juli 2018     | Baja          | ITF $25.000 | Sand      | Paula Ormaechea     | Nicoleta-Cătălina Dascălu Isabella Schinikowa | kampflos         |
| 11. | 6. Oktober 2018   | Óbidos        | ITF $25.000 | Teppich   | Akiko Omae          | Diāna Marcinkēviča Panna Udvardy              | 6:3, 4:6, [10:7] |
| 12. | 9. Oktober 2021   | Loulé         | ITF W25     | Hartplatz | Despina Papamichail | Francisca Jorge Matilde Jorge                 | 6:2, 7:5         |
| 13. | 6. März 2022      | Santo Domingo | ITF W25     | Hartplatz | Irina Chromatschowa | Darja Semeņistaja Anastassija Tichonowa       | 6:1, 7:65        |
| 14. | 23. Juni 2023     | Ilkley        | ITF W100    | Rasen     | Nao Hibino          | Maja Chwalińska Jesika Malečková              | 7:610, 7:65      |